# Fussballclub Schaffhausen 2013-2014
Questa voce raccoglie le informazioni riguardanti il Fussballclub Schaffhausen nelle competizioni ufficiali della stagione 2013-2014.

## Stagione
Nella stagione 2013-2014 il Sciaffusa, allenato da Maurizio Jacobacci, concluse il campionato di Challenge League al 4º posto. In Coppa Svizzera il Sciaffusa fu eliminato al secondo turno dal Brühl.

## Rosa
| N. |                               | Ruolo | Calciatore        |
| -- | ----------------------------- | ----- | ----------------- |
| 1  | Serbia (bandiera)             | P     | Vaso Vasić        |
| 2  | Svizzera (bandiera)           | D     | André Caetano     |
| 3  | Macedonia del Nord (bandiera) | D     | Ezgjan Alioski    |
| 4  | Svizzera (bandiera)           | D     | Raphael Mollet    |
| 5  | Francia (bandiera)            | C     | Bertrand N'Dzomo  |
| 6  | Svizzera (bandiera)           | D     | Marco Varga       |
| 7  | Svizzera (bandiera)           | A     | Patrick Rossini   |
| 8  | Svizzera (bandiera)           | D     | Diego Büchel      |
| 9  | Serbia (bandiera)             | C     | Luca Senicanin    |
| 10 | Svizzera (bandiera)           | C     | Gianluca Frontino |
| 11 | Germania (bandiera)           | C     | Faruk Gül         |
| 12 | Svizzera (bandiera)           | A     | Johan Vonlanthen  |
| 14 | Serbia (bandiera)             | D     | Agon Haxhija      |

| N. |                     | Ruolo | Calciatore                |
| -- | ------------------- | ----- | ------------------------- |
| 16 | Svizzera (bandiera) | D     | Pascal Thrier             |
| 17 | Svizzera (bandiera) | D     | Deni Krleski              |
| 19 | Serbia (bandiera)   | A     | Dejan Sorgić              |
| 20 | Germania (bandiera) | A     | Adrian Martic             |
| 21 | Svizzera (bandiera) | C     | Marco Mangold             |
| 21 | Kosovo (bandiera)   | A     | Shkelqim Demhasaj         |
| 23 | Svizzera (bandiera) | P     | Christian Baumgartner     |
| 27 | Serbia (bandiera)   | C     | Sehar Fejzulahi           |
| 28 | Svizzera (bandiera) | D     | Mattias Schnorf           |
| 29 | Croazia (bandiera)  | C     | Arben Buqaj               |
| 30 | Brasile (bandiera)  | C     | Antônio Carlos dos Santos |
| 31 | Svizzera (bandiera) | P     | Živko Kostadinović        |

## Organigramma societario
Area tecnica
- Allenatore: Maurizio Jacobacci
- Allenatore in seconda: Hans Stamm
- Preparatore dei portieri: Thomas Szabo
- Preparatori atletici:

## Calciomercato

### Sessione estiva
| Acquisti | Acquisti         | Acquisti   | Acquisti |
| R.       | Nome             | da         | Modalità |
| -------- | ---------------- | ---------- | -------- |
| D        | Ezgjan Alioski   | Young Boys |          |
| D        | André Caetano    | Zurigo     |          |
| D        | Deni Krleski     | Dietikon   |          |
| C        | Bertrand N'Dzomo | Friburgo   |          |
| A        | Dejan Sorgić     | Lucerna    |          |
| D        | Pascal Thrier    | Wohlen     |          |

| Cessioni | Cessioni            | Cessioni    | Cessioni |
| R.       | Nome                | a           | Modalità |
| -------- | ------------------- | ----------- | -------- |
| C        | Davide D'Acunto     | Winterthur  |          |
| C        | Daniel Hörtkorn     | Pfullendorf |          |
| C        | Baykal Kulaksızoğlu | Tuggen      |          |
| C        | Luca Tranquilli     | Brühl       |          |

### Sessione invernale
| Acquisti | Acquisti         | Acquisti     | Acquisti |
| R.       | Nome             | da           | Modalità |
| -------- | ---------------- | ------------ | -------- |
| A        | Johan Vonlanthen | Grasshoppers |          |

| Cessioni | Cessioni             | Cessioni    | Cessioni |
| R.       | Nome                 | a           | Modalità |
| -------- | -------------------- | ----------- | -------- |
| P        | Timo Tank            | Pfullendorf |          |
| D        | Dominik Schiendorfer | Tuggen      |          |

## Risultati

### Challenge League

#### Prima fase, girone di andata
| Arbitro: | Erlachner |

|                  |           |                |
| Rossini 38’, 88’ | Marcatori | 57’ Kuzmanovic |

| Arbitro: | Jancevski |

|                          |           |                                               |
| Frontino 47’ Rossini 89’ | Marcatori | 42’ Everton Luiz 72’, 74’ da Silva 79’ Shalaj |

| Arbitro: | Gut |

|            |           |             |
| Sutter 15’ | Marcatori | 38’ Rossini |

| Arbitro: | Schärer |

|           |           |                        |
| Đurić 37’ | Marcatori | 80’ Mangold 85’ Sorgić |

| Arbitro: | Hänni |

|                       |           |  |
| Rossini 22’, 55’, 90’ | Marcatori |  |

| Arbitro: | Gut |

|                    |           |                                      |
| Giampà 3’ Rapp 84’ | Marcatori | 34’ Rossini 36’ Mangold 50’ Frontino |

| Arbitro: | Jancevski |

|         |           |           |
| Gül 67’ | Marcatori | 63’ Miani |

| Arbitro: | Superczynski |

|  |           |                                            |
|  | Marcatori | 26’ Rossini 30’ (rig.) Frontino 65’ Martic |

| Arbitro: | Schnyder |

|  |           |                            |
|  | Marcatori | 29’, 52’ Rossini 68’ Buqaj |

#### Prima fase, girone di ritorno
| Arbitro: | Gut |

|                             |           |                       |
| Winsauer 27’ (aut.) Gül 83’ | Marcatori | 52’ Winsauer 70’ Rapp |

| Arbitro: | Klossner |

|                       |           |             |
| Marazzi 43’ Tadić 70’ | Marcatori | 86’ Rossini |

| Arbitro: | Fähndrich |

|                                            |           |  |
| Caetano 12’ Frontino 41’, 65’ Demhasaj 90’ | Marcatori |  |

| Arbitro: | Jancevski |

|                                   |           |                     |
| Sadiku 27’, 44’ (rig.) Markaj 62’ | Marcatori | 45’ (rig.) Frontino |

| Arbitro: | Gut |

|                 |           |             |
| Sara 89’ (aut.) | Marcatori | 15’ Neumayr |

| Arbitro: | Superczynski |

|                         |           |  |
| Pacar 5’ Marchesano 59’ | Marcatori |  |

| Arbitro: | Klossner |

|             |           |  |
| Alioski 66’ | Marcatori |  |

| Arbitro: | Pache |

|                         |           |  |
| Frontino 20’ Büchel 35’ | Marcatori |  |

| Arbitro: | Schnyder |

|  |           |              |
|  | Marcatori | 39’ Frontino |

#### Seconda fase, girone di andata
| Arbitro: | Jancevski |

|                               |           |                         |
| Frontino 27’ Rossini 60’, 82’ | Marcatori | 45’ Salamand 64’ Safari |

| Arbitro: | Fähndrich |

|                   |           |                                              |
| Tréand 88’ (rig.) | Marcatori | 36’ (aut.) Sauthier 51’ Frontino 61’ Rossini |

| Arbitro: | Superczynski |

|  |           |             |
|  | Marcatori | 84’ Rossini |

| Arbitro: | Huwiler |

|                                |           |                |
| Frontino 7’ (rig.) Rossini 86’ | Marcatori | 46’ Ciarrocchi |

| Arbitro: | Hänni |

|  |           |                        |
|  | Marcatori | 35’ Schürpf 73’ Sutter |

| Arbitro: | Gut |

|             |           |             |
| Aratore 52’ | Marcatori | 47’ Rossini |

| Arbitro: | Huwiler |

|           |           |  |
| Paiva 60’ | Marcatori |  |

| Arbitro: | San |

|  |           |                  |
|  | Marcatori | 64’ Everton Luiz |

| Wil 31 marzo 2014, ore 19:45 CEST 27ª giornata | Wil       | 0 – 0 referto | Sciaffusa | IGP Arena (1 910 spett.)\| Arbitro: \| Erlachner \| |
| Arbitro:                                       | Erlachner |               |           |                                                     |

#### Seconda fase, girone di ritorno
| Arbitro: | Gut |

|                                   |           |  |
| Schnorf 40’ Vonlanthen 67’ (rig.) | Marcatori |  |

| Arbitro: | Huwiler |

|                                         |           |  |
| Vonlanthen 14’ Frontino 81’ Alioski 86’ | Marcatori |  |

| Arbitro: | Fähndrich |

|                |           |                                |
| Etchegoyen 87’ | Marcatori | 17’ Mangold 80’ (rig.) Rossini |

| Arbitro: | San |

|                                  |           |  |
| Berisha 34’ Regazzoni 44’ (rig.) | Marcatori |  |

| Arbitro: | Superczynski |

|                        |           |                                                 |
| Sorgić 6’ Frontino 62’ | Marcatori | 38’ (aut.) Mollet 57’ (rig.) Cerrone 74’ Muslin |

| Arbitro: | Klossner |

|                   |           |             |
| Rey 52’ Bašić 69’ | Marcatori | 55’ Rossini |

| Arbitro: | Graf |

|             |           |               |
| Rossini 61’ | Marcatori | 90’ Geissmann |

| Arbitro: | Huwiler |

|             |           |             |
| Neumayr 85’ | Marcatori | 23’ Rossini |

| Arbitro: | Klossner |

|                         |           |           |
| Caetano 75’ Mangold 80’ | Marcatori | 22’ Buess |

### Coppa Svizzera
| 18 agosto 2013, ore 14:30 CEST Primo turno | Chippis | 0 – 6 | Sciaffusa |  |

| 14 settembre 2013, ore 16:30 CEST Secondo turno | Brühl | 3 – 2 | Sciaffusa |  |

## Statistiche

### Statistiche di squadra
| Competizione     | Punti | In casa | In casa | In casa | In casa | In casa | In casa | In trasferta | In trasferta | In trasferta | In trasferta | In trasferta | In trasferta | Totale | Totale | Totale | Totale | Totale | Totale | DR  |
| Competizione     | Punti | G       | V       | N       | P       | Gf      | Gs      | G            | V            | N            | P            | Gf           | Gs           | G      | V      | N      | P      | Gf     | Gs     | DR  |
| ---------------- | ----- | ------- | ------- | ------- | ------- | ------- | ------- | ------------ | ------------ | ------------ | ------------ | ------------ | ------------ | ------ | ------ | ------ | ------ | ------ | ------ | --- |
| Challenge League | 62    | 18      | 10      | 4       | 4       | 33      | 20      | 18           | 8            | 4            | 6            | 24           | 20           | 36     | 18     | 8      | 10     | 57     | 40     | +17 |
| Coppa Svizzera   | -     | 0       | 0       | 0       | 0       | 0       | 0       | 2            | 1            | 0            | 1            | 8            | 3            | 2      | 1      | 0      | 1      | 8      | 3      | +5  |
| Totale           | 62    | 18      | 10      | 4       | 4       | 33      | 20      | 20           | 9            | 4            | 7            | 32           | 23           | 38     | 19     | 8      | 11     | 65     | 43     | +22 |

### Andamento in campionato
| Giornata  | 1 | 2 | 3 | 4 | 5 | 6 | 7 | 8 | 9 | 10 | 11 | 12 | 13 | 14 | 15 | 16 | 17 | 18 | 19 | 20 | 21 | 22 | 23 | 24 | 25 | 26 | 27 | 28 | 29 | 30 | 31 | 32 | 33 | 34 | 35 | 36 |
| --------- | - | - | - | - | - | - | - | - | - | -- | -- | -- | -- | -- | -- | -- | -- | -- | -- | -- | -- | -- | -- | -- | -- | -- | -- | -- | -- | -- | -- | -- | -- | -- | -- | -- |
| Luogo     | C | C | T | T | C | T | C | T | T | C  | T  | C  | T  | C  | T  | C  | C  | T  | C  | T  | T  | C  | C  | T  | T  | C  | T  | C  | C  | T  | T  | C  | T  | C  | T  | C  |
| Risultato | V | P | N | V | V | V | N | V | V | N  | P  | V  | P  | N  | P  | V  | V  | V  | V  | V  | V  | V  | P  | N  | P  | P  | N  | V  | V  | V  | P  | P  | P  | N  | N  | V  |
| Posizione | 2 | 7 | 7 | 4 | 3 | 1 | 3 | 2 | 2 | 2  | 3  | 3  | 3  | 3  | 4  | 4  | 3  | 3  | 3  | 2  | 2  | 2  | 2  | 2  | 3  | 3  | 3  | 2  | 2  | 2  | 2  | 3  | 4  | 3  | 5  | 4  |

Legenda:

Luogo: C = Casa; T = Trasferta. Risultato: V = Vittoria; N = Pareggio; P = Sconfitta.

### Statistiche dei giocatori
| E. Alioski      | 26 | 2  | 6  | 2 |
| C. Baumgartner  | 0  | 0  | 0  | 0 |
| A. Buqaj        | 28 | 1  | 3  | 1 |
| D. Büchel       | 29 | 1  | 4  | 0 |
| A. Caetano      | 30 | 2  | 6  | 0 |
| S. Demhasaj     | 5  | 1  | 0  | 0 |
| S. Fejzulahi    | 22 | 0  | 5  | 1 |
| G. Frontino     | 29 | 13 | 4  | 0 |
| F. Gül          | 30 | 2  | 2  | 1 |
| A. Haxhija      | 0  | 0  | 0  | 0 |
| Ž. Kostadinović | 5  | 0  | 0  | 0 |
| D. Krleski      | 9  | 0  | 0  | 0 |
| M. Mangold      | 32 | 4  | 10 | 0 |
| A. Martic       | 2  | 1  | 0  | 0 |
| R. Mollet       | 26 | 0  | 4  | 0 |
| B. N'Dzomo      | 30 | 0  | 10 | 1 |
| P. Rossini      | 34 | 22 | 4  | 0 |
| A. Santos       | 1  | 0  | 0  | 0 |
| D. Schiendorfer | 15 | 0  | 1  | 0 |
| M. Schnorf      | 22 | 1  | 9  | 0 |
| L. Senicanin    | 10 | 0  | 0  | 0 |
| D. Sorgić       | 17 | 2  | 2  | 0 |
| T. Tank         | 0  | 0  | 0  | 0 |
| P. Thrier       | 35 | 0  | 4  | 0 |
| M. Varga        | 12 | 0  | 0  | 0 |
| V. Vasić        | 31 | 0  | 0  | 0 |
| J. Vonlanthen   | 17 | 2  | 1  | 0 |